# Marie Detruyer
Marie Detruyer (13 januari 2004) is een Belgisch voetballer. Ze komt als middenvelder uit voor de Red Flames en FC Inter Milaan in de Italiaanse Serie A. Marie is de tweelingszus van Pauline Detruyer die in 2025 het WK cheerleaden won in Orlando met het all girl team van België!

## Clubcarrière
Detruyer groeide op in Dilbeek waar ze begon met voetballen bij Verbroedering Beersel-Drogenbos. Op tienjarige leeftijd ging ze onderdeel uitmaken van de Voetbalacademie-Net in het Osbroek park. Hier werd ze gescout door Michaël De Meyst, die haar naar een jongensteam in Aalst bracht. Hierna volgde nog een jaar in de jeugdacademie van KAA Gent. Sinds 2020 maakte Detruyer onderdeel uit van de eerste selectie van Oud-Heverlee Leuven voor wie ze haar debuut maakte in de Super League, het hoogste Belgische vrouwenvoetbalniveau. In oktober en november 2021 werd ze uitgeroepen tot speelster van de maand. Met de Leuvenaren eindigde ze in het seizoen 2021/22 op de tweede plaats, achter landskampioen van RSC Anderlecht. In mei 2022 werd Detruyer samen met Tessa Wullaert en Marie Minnaert genomineerd voor de prijs 'voetbalster van het jaar'. Ze greep naast de prijs door op de tweede plaats te eindigen. In 2023 werd ze opnieuw tweede. In 2024 wist wel de met de prijs 'speelster van het jaar van de Super league' naar huis te gaan.
Detruyer maakte in 2024 de overstap naar het Italiaanse FC Inter Milaan. Hier speelt ze samen met Wullaert, die dezelfde overstap maakte van Fortuna Sittard naar Milaan.

## Statistieken
| Seizoen | Club            | Land   | Competitie | Wedstrijden | Doelpunten |
| ------- | --------------- | ------ | ---------- | ----------- | ---------- |
| 2024/25 | FC Inter Milaan | Italië | Serie A    | 11          | 0          |
| Totaal  | Totaal          | Totaal | Totaal     | 11          | 0          |

Bijgewerkt t/m 11 december 2024.

## Interlandcarrière
Als speelster van België -19 nam Detruyer deel aan het EK onder 19 in eigen land waar ze al met haar land werd uitgeschakeld in de groepsfase. In het laatstse groepsduel tegen Tsjechië kwam Detruyer nog tot scoren, maar was België al uitgeschakeld door eerdere nederlagen tegen Nederland en Duitsland.
Detruyer maakte haar debuut voor het Belgische nationale elftal op 12 juni 2021 in een wedstrijd tegen Luxemburg. Detruyer werd niet opgenomen in de selectie van het EK 2022 in Engeland door bondscoach Ives Serneels. De jaren daarna maakte Detruyer weer geregeld haar opwachting voor de Red Flames. Ze hielp in 2024 haar land aan kwalificatie voor het EK 2025 in Zwitserland door in een tweeluik Oekraïne te verslaan.